# Diego Salgado Costa de Menezes
Diego Salgado Costa de Menezes, detto Diego (São Gonçalo, 2 febbraio 1982), è un ex calciatore brasiliano, di ruolo portiere.

## Carriera

### Club
Cresciuto nel settore giovanile del Flamengo, diventò professionista nel 2002, e nel 2005 diventò il titolare, visto che Júlio César era passato all'Inter.
A metà 2006 si infortunò e l'altro portiere Bruno, con buone prestazioni, ottenne il posto da titolare, che Diego riprese solo per due partite nel 2007.

## Palmarès

### Club

#### Competizioni statali
- Campionato Carioca: 4

Flamengo: 2004, 2007, 2008, 2009
- Taça Guanabara: 3

Flamengo: 2004, 2007, 2008
- Taça Rio: 1

Flamengo: 2009

#### Competizioni nazionali
- Coppa del Brasile: 1

Flamengo: 2006
- Campionato brasiliano: 1

Flamengo: 2009